# باربرا ورث
باربرا ورث (بالألمانية: Barbara Wirth)‏ (و. 1989  م) هي متزحلقة ألمانية، ولدت في ميونخ، شاركت في الألعاب الأولمبية الشتوية 2014.

## روابط خارجية
- باربرا ورث على موقع الاتحاد الدولي للتزلج (التزلج على المنحدرات الثلجية) (الإنجليزية)
- باربرا ورث على موقع اللجنة الأولمبية الدولية (الإنجليزية)
- باربرا ورث على موقع أوليمبيديا (الإنجليزية)
- باربرا ورث على موقع اللجنة الأولمبية الألمانية (الألمانية)